# LEDA 2501
LEDA 2501(Holmberg 15A, Holm 15A)는 에이벨 85 은하단에 위치한 거대타원은하로 중심부에 초대질량 블랙홀이 있다. 지구에서 약 7,000만 광년 떨어져 있다.